# جونين مقاطعة بوينس آيرس (مدينة)
جونين، مقاطعة بوينس آيرس (بالإسبانية: Junín, Buenos Aires Province)‏ هي منطقة سكنية تقع في الأرجنتين في جونين ‏.[بحاجة لمصدر] يقدر عدد سكانها بـ 85,420 نسمة وترتفع عن سطح البحر 81 متر.

## المناخ
يظهر الجدول التالي التغييرات المناخية على مدار السنة لجونين، مقاطعة بوينس آيرس:
| البيانات المناخية لـجونين، مقاطعة بوينس آيرس                      | البيانات المناخية لـجونين، مقاطعة بوينس آيرس | البيانات المناخية لـجونين، مقاطعة بوينس آيرس | البيانات المناخية لـجونين، مقاطعة بوينس آيرس | البيانات المناخية لـجونين، مقاطعة بوينس آيرس | البيانات المناخية لـجونين، مقاطعة بوينس آيرس | البيانات المناخية لـجونين، مقاطعة بوينس آيرس | البيانات المناخية لـجونين، مقاطعة بوينس آيرس | البيانات المناخية لـجونين، مقاطعة بوينس آيرس | البيانات المناخية لـجونين، مقاطعة بوينس آيرس | البيانات المناخية لـجونين، مقاطعة بوينس آيرس | البيانات المناخية لـجونين، مقاطعة بوينس آيرس | البيانات المناخية لـجونين، مقاطعة بوينس آيرس | البيانات المناخية لـجونين، مقاطعة بوينس آيرس |
| الشهر                                                             | يناير                                        | فبراير                                       | مارس                                         | أبريل                                        | مايو                                         | يونيو                                        | يوليو                                        | أغسطس                                        | سبتمبر                                       | أكتوبر                                       | نوفمبر                                       | ديسمبر                                       | المعدل السنوي                                |
| ----------------------------------------------------------------- | -------------------------------------------- | -------------------------------------------- | -------------------------------------------- | -------------------------------------------- | -------------------------------------------- | -------------------------------------------- | -------------------------------------------- | -------------------------------------------- | -------------------------------------------- | -------------------------------------------- | -------------------------------------------- | -------------------------------------------- | -------------------------------------------- |
| الدرجة القصوى °م (°ف)                                             | 40.6 (105.1)                                 | 39.7 (103.5)                                 | 37.6 (99.7)                                  | 34.5 (94.1)                                  | 31.8 (89.2)                                  | 27.3 (81.1)                                  | 30.8 (87.4)                                  | 35.3 (95.5)                                  | 37.0 (98.6)                                  | 37.3 (99.1)                                  | 38.5 (101.3)                                 | 41.8 (107.2)                                 | 41.8 (107.2)                                 |
| متوسط درجة الحرارة الكبرى °م (°ف)                                 | 29.8 (85.6)                                  | 28.4 (83.1)                                  | 26.6 (79.9)                                  | 22.6 (72.7)                                  | 19.0 (66.2)                                  | 15.5 (59.9)                                  | 15.0 (59.0)                                  | 17.7 (63.9)                                  | 19.7 (67.5)                                  | 22.7 (72.9)                                  | 26.0 (78.8)                                  | 28.8 (83.8)                                  | 22.7 (72.9)                                  |
| المتوسط اليومي °م (°ف)                                            | 23.0 (73.4)                                  | 21.7 (71.1)                                  | 19.7 (67.5)                                  | 15.8 (60.4)                                  | 12.4 (54.3)                                  | 9.3 (48.7)                                   | 8.6 (47.5)                                   | 10.7 (51.3)                                  | 12.9 (55.2)                                  | 16.3 (61.3)                                  | 19.4 (66.9)                                  | 22.0 (71.6)                                  | 16.0 (60.8)                                  |
| متوسط درجة الحرارة الصغرى °م (°ف)                                 | 16.6 (61.9)                                  | 15.8 (60.4)                                  | 14.2 (57.6)                                  | 10.4 (50.7)                                  | 7.2 (45.0)                                   | 4.5 (40.1)                                   | 3.6 (38.5)                                   | 4.8 (40.6)                                   | 6.7 (44.1)                                   | 10.1 (50.2)                                  | 12.8 (55.0)                                  | 15.2 (59.4)                                  | 10.2 (50.4)                                  |
| أدنى درجة حرارة °م (°ف)                                           | 6.0 (42.8)                                   | 5.0 (41.0)                                   | 1.0 (33.8)                                   | −3.4 (25.9)                                  | −7.5 (18.5)                                  | −9.2 (15.4)                                  | −8.0 (17.6)                                  | −7.0 (19.4)                                  | −4.5 (23.9)                                  | −3.4 (25.9)                                  | 1.2 (34.2)                                   | 2.2 (36.0)                                   | −9.2 (15.4)                                  |
| الهطول مم (إنش)                                                   | 132.3 (5.21)                                 | 118.8 (4.68)                                 | 133.2 (5.24)                                 | 109.1 (4.30)                                 | 61.2 (2.41)                                  | 26.8 (1.06)                                  | 31.5 (1.24)                                  | 32.4 (1.28)                                  | 53.3 (2.10)                                  | 122.8 (4.83)                                 | 110.7 (4.36)                                 | 110.0 (4.33)                                 | 1٬042٫1 (41.03)                              |
| متوسط أيام هطول الأمطار (≥ 0.1 mm)                                | 8.2                                          | 7.8                                          | 9.0                                          | 7.6                                          | 5.3                                          | 4.4                                          | 4.8                                          | 4.5                                          | 5.9                                          | 9.9                                          | 9.2                                          | 8.6                                          | 85.2                                         |
| متوسط الرطوبة النسبية (%)                                         | 69.6                                         | 74.4                                         | 77.2                                         | 77.8                                         | 78.5                                         | 79.3                                         | 77.1                                         | 72.3                                         | 70.1                                         | 71.1                                         | 67.8                                         | 65.9                                         | 73.4                                         |
| ساعات سطوع الشمس الشهرية                                          | 291.4                                        | 249.2                                        | 229.4                                        | 198.0                                        | 167.4                                        | 138.0                                        | 148.8                                        | 186.0                                        | 201.0                                        | 223.2                                        | 261.0                                        | 275.9                                        | 2٬569٫3                                      |
| نسبة وصول أشعة الشمس                                              | 66                                           | 66                                           | 60                                           | 59                                           | 53                                           | 46                                           | 48                                           | 55                                           | 57                                           | 56                                           | 62                                           | 61                                           | 57                                           |
| المصدر #1: Servicio Meteorológico Nacional                        |                                              |                                              |                                              |                                              |                                              |                                              |                                              |                                              |                                              |                                              |                                              |                                              |                                              |
| المصدر #2: الإدارة الوطنية للمحيطات والغلاف الجوي (sun 1961–1990) |                                              |                                              |                                              |                                              |                                              |                                              |                                              |                                              |                                              |                                              |                                              |                                              |                                              |

## أعلام
- أنخيل ماريا دي روزا
- إيزيكيل سيروتي
- سباستيان بوينو
- إيفا بيرون
- نيكولاس سانشيز